# Iridomyrmex innocens
Iridomyrmex innocens é uma espécie de formiga do gênero Iridomyrmex.